# 大越—瀾滄戰爭 (1467年—1480年)
大越－瀾滄戰爭，又稱為白象戰爭，是老撾瀾滄王國與越南後黎朝之間最大規模的戰爭。它在後被稱為“塑造了老撾歷史”的戰爭。
這場戰爭見證了越南的崛起，成為東南亞無可爭議的大國，並證明了老撾瀾滄王國無法保衛其領土。這很快就導致瀾滄的力量消退，他們後來被納入越南的朝貢體系。

## 背景
從陳朝時期開始，兩國的關係就很差。瀾滄經常派兵攻擊越南商人和邊防軍，作為回應，越南人開始干涉瀾滄的政治，試圖迫使其進入越南的軌道。
明朝的入侵導致越南陷入第四次北屬時期。瀾滄是第一個支持中國統治的人，甚至派出軍隊與中國人對抗黎利的藍山起義。然而，在1427年中國戰敗後，老撾人害怕越南的報復。隨著越南帝國主義的崛起，瀾滄恢復了傳統的政治立場，試圖發揮雙方的作用：同意向越南進貢，而且在機會出現時攻擊越南。從黎聖宗開始，越南軍隊迅速擴大並開始採用新武器準備戰爭。

## 戰爭

### 1467年-1477年：前哨戰
在此期間，兩國都在不宣戰的情況下進行小規模戰鬥。瀾滄在這方面佔上風，部分原因是他們使用了代理軍隊。川壙高原的泰人孟潘王國支持瀾滄反對越南。甚至殺死了越南人。1448年，在馬哈代維王后（南膠·皮帕）混亂期間，川壙和黑河沿岸的一些地區被越南併入，並且在南河沿岸的蘭納發生了幾次衝突。黎聖宗於1471年摧毀了占城王國，在同年，孟潘起義並且有數名越南人遇害。

### 1477年-1478年：全面開戰
到了1478年，越南正在為全面入侵瀾滄作準備，以報復瀾滄支持孟潘和曾在1421年支持中國入侵。大約在同一時間，一頭白色的大象被俘虜並被帶給乍加帕國王（中國史料稱之為刀板雅）。白象作為王權的有力象徵是整個東南亞的共同傳統，而黎聖宗則要求將白象的毛髮作為贈送給越南宮廷的禮物。這項要求被視為侮辱，而根據傳說，一個充滿糞便的盒子被送來。這是讓越南和老撾進行戰爭的原因。
藉口已經確定，黎聖宗於1478年7月派遣一支大規模的越南武裝力量征服孟潘。當他們分五路進攻時，他們遇到了一個20萬步兵的瀾滄部隊和2000俊戰象，由王儲和三位將領指揮。老撾人修築了一座堡壘堅持防禦，但越南軍隊為戰爭做好了準備，並且裝備了火器和大砲，很快就打敗了瀾滄的軍隊防禦。
越南人的入侵使國王乍加帕大吃一驚，他和整個王室一起逃離了王國。Cheo Chenglaw被俘，後來被越南人殺害。琅勃拉邦被越南人洗劫，這被認為是瀾滄的重大悲劇。
滕坎王子在聽到這個消息後，組織了一次突擊襲擊丹塞，造成越南人損失慘重的激烈戰鬥。這暫時阻止了越南的入侵，但後來越南人回來的人數增加了，他們的先進技術和槍械很快就奪回了丹塞。1480年，黎聖宗意識到瀾滄王國不再有問題，於是下令撤退。在撤退期間，越南人殺害了那些支持老撾的人。

## 事後
對於越南而言，戰爭凸顯了大越歷史上最大規模的擴張。通過擊敗中國，導致占城的破壞，並且蹂躪了瀾滄，越南人處於他們權力的高度。這被認為是越南軍事史上最偉大的成就之一。
對於瀾滄而言，這場戰爭極大地削弱了老撾，使它不再能夠主動發動戰爭，也已經破壞了與越南的關係，不得不開始尋求像阿瑜陀耶王國這樣的西方其他王國的支持。從這時起，瀾滄不可能成為地區大國。它變得高度依賴於其他國家，甚至包括越南。